# Pierre-Louis Guinand
Pierre-Louis Guinand (La Corbatière (La Sagne), 28 de abril de 1748 - Les Brenets, 13 de febrero de 1824) fue un fabricante de vidrio suizo que aportó importantes mejoras a los primeros telescopios acromáticos. Durante una etapa de su vida trabajó para el reino de Baviera, donde transmitió la técnica de la fabricación del vidrio flint al célebre óptico alemán Joseph von Fraunhofer.

## Biografía
Era hijo de Pierre Guinand (1712-1784), carpintero (a su vez, hijo ilegítimo de Pierre Guinand, teniente en Francia del Regimiento Suizo de Castella) y de Anne Marie Billon. Debido a los escasos recursos económicos de su familia, no pudo acudir a la escuela, empezando a trabajar desde su infancia como aprendiz de su padre. Ebanista a la edad de 14 años, fabricaba cajas para relojes de péndulo con un granjero del vecindario, y después aprendió a fabricar cordones para los zapatos y a fundir y trabajar varios metales.
Continuó fabricando cajas de relojes y trabajó para los fabricantes de relojes de péndulo Jaquet Droz, trasladándose a La Chaux-de-Fonds. Tuvo entonces la ocasión de ver un telescopio inglés, lo que llamó su atención, y quiso desmontarlo. Pierre Jaquet-Droz se lo permitió, y también le proporcionó un tratado de óptica. Siendo hablante solo del patois de Neuchâtel, pudo leer el libro con dificultades, lo que no impidió que decidiese reproducir las lentes para fabricar una copia del telescopio. Consiguió determinar la curvatura de los vidrios gracias a un procedimiento gráfico. Un relojero suizo llamado de Recordon le trajo de Inglaterra piezas de vidrio flint, lo que le permitió fabricar lentes acromáticas. No pudiendo procurarse nuevo vidrio inglés, fundió los restos del que tenía y se dio cuenta de la presencia de partículas de plomo, deduciendo que intervenían en su composición. Tenía por entonces 36 años.
Entre 1784 y 1790 adquirió conocimientos de química, lo que le permitió dominar la fabricación del vidrio y de las técnicas de fundición. Multiplicó sus experimentos, anotando los diferentes parámetros y los resultados obtenidos, investigando las causas de los defectos del vidrio. Recibió premios de varias academias por su labor.
Después de 1789, abandonó el oficio de construir cajas de relojes para dedicarse a los mecanismos de sonería. Compró un terreno cerca de Doubs, donde construyó un horno para realizar sus pruebas sobre la fusión del vidrio.
Descubrió que hacía falta remover la masa vítrea fundida para hacerla homogénea. A partir de 1795 produjo vidrio flint que enviaba al óptico Rochette de París para fabricar gafas. También conoció al astrónomo francés Joseph Lalande antes de 1800. Hacia 1805, consiguió producir un vidrio flint de una mejor calidad que los vidrios equivalentes ingleses gracias a la utilización de una varilla refractaria de su invención (el "guinand") para remover el vidrio fundido. Este vidrio estaba destinado a ser pulido y a fabricar lentes para ser montadas en telescopios. Consiguió progresivamente fundir bloques de vidrio de hasta 100 kg sin defectos, y fabricar lentes de 30 a 50 cm de diámetro, pero su fábrica quedó destruida por un incendio, justo en la época en la que la reputación de sus vidrios había sido conocida por el óptico alemán Joseph von Fraunhofer, quien le propuso trasladarse a Baviera como asociado.
Partió de Brenets el 20 de septiembre de 1805, aceptando la invitación de M. Utzschneider (1763-1840), consejero del rey de Baviera. Dejó sus instalaciones de Brenets a cargo de su hijo Aimé, asociado con su yerno Louis Couleru. No estaba todavía con su esposa Rosalie en el momento de la salida para Baviera. Se habían casado el 24 de mayo de 1806, dos semanas después de haber firmado un acuerdo con el consejero bávaro. Había firmado una segunda convención el 20 de febrero de 1807, anulando la de 1806, en la que se comprometía a permanecer 10 años en Baviera. Desde 1805 hasta el final de diciembre de 1813, permaneció en Benediktbeuren, en Baviera, con su cuarta esposa, Rosalie, donde colaboró con el óptico Fraunhofer en la fabricación de vidrios ópticos. Comenzó por construir un horno para fabricar las primeras fuentes de vidrio, antes de firmar el 1 de febrero de 1807 un acuerdo con M. Utzschneider, por el que Guinand se comprometía a fabricar el vidrio óptico para él y a informar sobre la fabricación del vidrio flint y del vidrio crown a la persona designada y a otra persona. En 1809, informó a Fraunhofer sobre la fabricación del vidrio. Gracias a esta información, Fraunhofer pudo realizar tras la partida de Guinand los excelentes vidrios ópticos utilizados en el telescopio donado por el emperador de Rusia a la Universidad de Dorpat.
Volvió a Brenets por razones familiares en 1814, probablemente porque su hijo Aimé no conseguía hacer funcionar correctamente la antigua fábrica. Firmó entonces un nuevo acuerdo con Utzschneider, por el que se comprometía a no revelar cómo fabricar su vidrio y a abandonar la óptica a cambio de una pensión anual de 800 florines. Pero al cabo de dos años escribió a Utzschneider comunicándole que iba a retomar sus pruebas de fabricación de vidrio óptico, por lo que perdió su pensión. Con su hijo Aimé, se dedicó a partir de entonces a producir lentes acromáticas de buena calidad, suficiente para atraer la atención de Charles Tulley y de John Herschel. Proporcionó también lentes a Robert-Aglaé Cauchoix y a Noël-Jean Lerebours (1761-1840), recibiendo ambos una medalla de oro de la Sociedad Científica de París en 1824 por sus lentes. En 1823, el rey de Francia le propuso fabricar vidrio flint en Francia, pero la muerte de Pierre-Louis Guinand no permitió iniciar este proyecto.

## Matrimonios
- Guinand se casó en 1770 con Élisabeth Jacot, viuda de Jean-Pierre Bourquin, muerta en el parto en el que dio a luz a Henri Guinand (1771-1852) y a Henriette, hermana gemela, muerta a los once meses. Henri se emancipó en abril de 1788.[15] En desacuerdo con su padre, se fue a París. Después de la muerte de su padre, volvió a Brenets, donde pudo ver cómo Aimé Guinand fabricaba vidrio flint. En 1827 comenzó a trabajar con Georges Bontemps en la manufactura de Choisy-le-Roi, dedicado a la producción de vidrio flint para la fabricación de lentes. El 25 de junio de 1838, Henri Guinand, para obtener el reconocimiento de los trabajos de su padre, divulgó el secreto de fabricación del vidrio flint mediante la agitación de la materia vítrea fundida a dos académicos, François Arago y Jean-Baptiste Dumas. Recibió con Georges Bontemps un premio de 10 000 francos de la Sociedad Científica de París en 1840. Después abrió su propio taller, en la calle Mouffetard, hacia 1842, con Ed. Feil. Después de su ruptura con Bontemps y Thibeaudeau, en 1848, llegó a un acuerdo con su nieto, Charles Feil (1824-1887). En 1887, el taller fue retomado por su yerno, Édouard Mantois (1848-1900), y después por su hijo Edmond Feil. La empresa de Charles Feil fue la competidora principal de Carl Zeiss.[16] Edmond Feil, que no pudo trabajar en la empresa de su padre, aceptó la oferta de George A. MacBeth de ser director general de la fábrica de vidrio que estaba construyendo en Elwood, Indiana. Pero después de 5 años de funcionamiento, la fabricación de vidrio óptico cesó en la fábrica de Elwood.[17]

- Se volvió a casar en 1771 con Marie-Madelaine JeanRichard-de-Bressel, muerta en 1781, con quien tuvo a Henriette en 1772; a Aymé en 1774, que murió joven; a Olivier en 1775; a Amélie,[18] en 1778; y a Aimé (1780-1857). Aimé retomó el taller de su padre y comercializó su vidrio flint en Viena, París y Londres hasta 1840.[19]

- Se casó por tercera vez en mayo de 1783 con Marie-Anne Jeannot, viuda de Daniel Masson, de la que se separó en 1793, y después se divorció en 1798. Tuvieron un niño, Philibert, nacido en 1787.

- Con Rosalie Bouverat (1783-1855) se casó en mayo de 1806.